# شبگرد آرچبالد
شبگرد آرچبالد (نام علمی: Eurostopodus archboldi) نام یک گونه از سرده شبگرد گوش‌دار است.